# Samozvaný rytířský řád

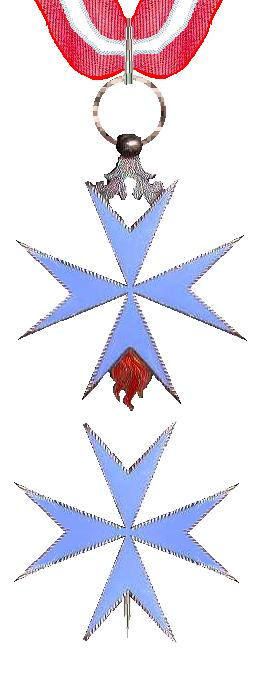
Samozvaný řád Sv. Brigity Švédské

Samozvaný rytířský řád (anglicky self-styled order, francouzsky ordre de fantaisie) je organizace, která se sama vydává za rytířský řád, ačkoliv jím podle mezinárodního práva[ujasnit] není.[zdroj⁠?!] Toto označení samo o sobě neznamená, že organizace byla založena za účelem podvodu. Některé samozvané rytířské řády byly založeny s úmyslem zakladatele obohatit se, jiné jsou skutečnými dobročinnými organizacemi.
Původní rytířské řády byly církevními bratrstvy řídícími se určitou řeholí (většina z nich původně sv. Benedikta, později sv. Augustina). Řada z nich (templáři, johanité, němečtí rytíři) navíc disponovala rozsáhlými privilegii, která tyto řády vyjímala z kompetence panovníků, na jejichž území sídlily, případně jejich práva vůči těmto řádům významně omezovala. Některé z rytířských řádů později získaly samostatné území (johanité Rhodos a následně Maltu, němečtí rytíři řádový stát v Pobaltí), o které ale roku 1798 resp. 1525 přišly.
Současná definice rytířského řádu je velmi obtížná. Obvykle se uvádí, že pravý rytířský řád musí mít fons honorum, tedy zakladatele a patrona, kterým je suverénní panovník.[chybí lepší zdroj] Tato teorie ale nebere v úvahu fakt, že mnoho řádů existuje jako de facto soukromé společenství. Takovou situaci můžeme vysledovat v několika vlnách, které většinou souvisely s pohlcením menších území větším celkem (např. sjednocení Itálie), nebo v důsledku nahrazení monarchie republikou (Portugalsko, Rakousko-Uhersko či Německo). V takovém případě některé z řádů zanikly, jiné zůstaly zachovány (ale pouze jako řády rodinné), jiné byly dokonce rodinami nově vytvořeny. Jejich právní status je problematický a velmi často mají charakter spolků. U pretendentů, tedy hlav rodin, které již nevládnou, je dle mezinárodního práva možné, aby byly patrony již existujících rytířských řádů,[zdroj⁠?!] nicméně právo zakládat nové rytířské řády je sporné. Tedy žádná soukromá osoba či soukromé společenství osob nemůže podle mezinárodního práva založit rytířský řád.[zdroj⁠?!]
Ohledně katolické církve existují v současnosti dva subjekty se státní suverenitou. První představuje papežství, resp. Vatikán se státní nespornou suverenitou od roku 1929 (Lateránské smlouvy), druhou Řád maltézských rytířů (od roku 1822 výnosem kongresu ve Veroně). Z jejich právního postavení také vyplývá prestiž jimi udílených řádů, které mají charakter státních vyznamenání.
Katolická arcibiskupství, biskupství a církevní řády suverenitou nedisponují a řády tedy udílet nemohou. Východní (pravoslavná) církev byla tradičně podřízena světské moci a otevřenou otázkou je právní postavení Jeruzalémského a Konstantinopolského patriarchátu (vzhledem k jisté omezené suverenitě pod tureckou nadvládou). Přesto řada východních patriarchátů a arcibiskupství skutečně řády udílí (dokonce i tzv. rytířské). Ty ale vzhledem k jejich právnímu postavení mají charakter církevních vyznamenání.
Pro posuzování legitimity rytířských řádů vypracovala Mezinárodní stálá komise pro rytířské řády[ujasnit] standardní kritéria, podle nichž zařazuje řády do Registru rytířských řádů. Samozvané řády sdílejí řadu společných charakteristik. Velmi často jsou vedeny falešnými šlechtici, podvodnými pretendenty či Episcopi vagantes (biskupy bez církví). Také často proklamují návaznost na řády, které zanikly již před staletími. Velmi oblíbené je proklamování návaznosti na templáře (rozpuštěné 1312) či na maltézské rytíře (existuje pět pravých řádů, ale desítky falešných). V řadě států, například ve Francii a Itálii, je samotná činnost samozvaných rytířských řádů trestným činem.

## Legitimita
Samozvané řády se odvolávají na tradiční rytířské řády. Za vysoké poplatky přijímají nové členy, udělují jim hodnosti či falešné šlechtické tituly. Jejich charitativní činnost je sporná a často slouží zejména k obohacení hlavních protagonistů falešného řádu. Jejich zvyky, řádové oděvy, heraldika nebo insignie dokonale napodobují tradiční řády, což způsobuje, že někdy se dají velmi těžko rozlišit od pravých řádů. Obvykle jediným účelem založení samozvaného řádu je finanční profit jeho zakladatelů, nebo slouží jako nástroj k uznání vlastní legitimity. Mnozí samozvaní pretendenti trůnu se snaží dokázat, že jsou potomky panovníků království či jiných suverénních státních útvarů, které zanikly již ve středověku. Samozvaných rytířských řádů nebo „státních“ útvarů je ve světě velké množství a jsou co do počtu velmi hojné v USA, na území Evropy je jejich počet vysoký zejména v Itálii. Lze říci, že těchto organizací jsou desítky, blížící se počtem k číslu 200. Tyto organizace si vzájemně uznávají svou "suverenitu a legitimitu", šlechtické či akademické tituly a hodnosti, čímž si v podstatě mezinárodně (můžeme říci, že "působí" na každém kontinentu, včetně Antarktidy) potvrzují svou legitimitu, platnou však pouze v jejich kruzích, maximálně u pochybných revolučních vlád, samozvaných církví či vojenských junt rozvojových zemí.
Standardním postupem dokazování uznání takových spolků oficiálními státními útvary či církví je zveřejňování korespondence (např. na webových stránkách organizace), kterou vedou lídři samozvaných řádů s oficiálními hlavami států (nejčastěji monarchií). Jde o různé blahopřání k svátkům či výročím. Oficiální kanceláře pak ve smyslu pravidel korespondence adresáty dopisu titulují tak, jak se sami v dopise podepíší, resp. oslovují je jejich tituly, které mají uvedené na hlavičkových papírech a obálkách. Toto pak může budit dojem oficiálního uznání samozvané organizace, nebo jejího lídra a jeho titulů (šlechtických). Dalším prostředkem dokazujícím uznání je společná fotografie s příslušníkem oficiální a uznané královské rodiny z nějaké společenské akce, na kterou má přístup širší veřejnost. Velmi často jsou pro tyto účely zneužívány generální audience u papeže a následné fotografie s hlavou katolické církve. Také získání konkrétního katolického biskupa jako člena či duchovního převora samozvaného řádu budí dojem serióznosti a uznání té které samozvané organizace katolickou církví. Samozvané rytířské řády a jejich zastoupení na území České republiky nepřesáhly počtem číslo 10, mnohé z nich i vznikly na území České republiky.

## Známé samozvané řády

### Samozvané řády Maltézských rytířů
Řád Maltézských rytířů napodobuje přibližně 20 organizaci. Tyto organizace vydávají i falešné diplomatické pasy. Napodobovatelé Maltézského řádu působí v Česku i na Slovensku a oficiální tradiční řád se od jejich činnosti distancuje. Výběr z některých samozvaných organizaci, které o sobě prohlašují, že jsou Řádem Maltézských rytířů:
- Suverénní špitální řád sv. Jana z Jeruzaléma, rytíři z Malty (Sovereign Hospitaller Order of Saint John of Jerusalem, Knights of Malta).
- Suverénní špitální řád sv. Jana z Jeruzaléma, rytíři špitálníci (Sovereign Hospitaller Order of Saint John of Jerusalem, Knights of Hospitaller).
- Řád svatého Jana u Jeruzaléma, Nadace maltézských rytířů (Order of St. John of Jerusalem, Knights of Malta foundation).

### Samozvané řády svatého Lazara
Situace kolem Řádu svatého Lazara je v současnosti značně komplikovaná. Existuje řada organizací, které o sobě prohlašují, že jsou tradičním řádem. Nicméně ještě existuje řada dalších napodobenin Řádu sv. Lazara, které se začaly objevovat od počátku 20. století. Pracují ilegálně a udělují různé tituly:
- Špitální řád rytířů sv. Lazara Jeruzalémského a Panny Marie, založen v roce 1910 v Belgii pravděpodobně Jamesem Moserem. Zanikl kolem roku 1928.
- Sjednocené velkopřevorství řádu sv. Lazara Jeruzalémského, založen v roce 1995 Johnem Dudley von Sydow.
- Řád vzkříšení sv. Lazara (Ordre de la Résurrection de Saint-Lazare), založen v Kanadě v 80. letech 20. století.
- Panonský suverénní vojenský a špitální řád sv. Lazara z Jeruzaléma (Pannonian Sovereign Military and Hospitaller Order of St. Lazarus of Jerusalem), založen v roce 2004 dr. Allanem Inoviem v Maďarsku.
- Spojené velkopřevorství špitálních řádů sv. Lazara z Jeruzaléma (United Grand Priory of the Hospitaller Order of Saint Lazarus of Jerusalem).

### Ostatní samozvané řády
- Rytířský řád sv. Konstantina a Heleny (International Equester Ordo Sancti Constantini Magni (et Helena)). Tento rytířský řád působí v České republice od roku 1998 jako pravoslavné bratrstvo věřících, které samo sebe označuje za duchovně-rytířský řád Pravoslavné církve. Bratrstvo není v seznamu rytířských řádů Mezinárodní komise pro rytířské řády. Řád má své působení a členy také na Slovensku.
- Rytířský řád sv. Václava (Equester ordo Sancti Wenceslai).[9] Toto občanské sdružení prohlašuje, že pojem „řádový rytíř“ nesmí být zaměňován se statutem šlechtice čili privilegovaného občana v nerovné společnosti. Zásadně popírá, že by se řádovými rituály mělo dít povyšování do šlechtického stavu (viz Rytířský řád svatého Václava). Nicméně užívá v samotném názvu pojem "rytířský řád".
- Řád křesťanského rytířství Blahoslavené Panny Marie a svatého Michaela (Ordo militiae christianae) tvoří právnickou osobu, která vystupuje jako světský rytířský řád působící v České republice od roku 2010 jako občanské sdružení podle zákona č. 83/1990 Sb. Prohlašujete se jako nástupce Řádu křesťanského rytířstva blahoslavené Panny Marie a svatého Michaela založeného v Olomouci 17. listopadu 1618. Cílem činnosti řádu je rozvíjet duchovní úroveň a v rámci svého působení organizovat charitativní a humanitární pomoc zejména dětem v dětských domovech v České republice, či pomáhat při ochraně památek.
- Řád sv. Brigity Švédské (L'Ordine militare del Santissimo Salvatore di Santa Brigida di Svezia).[10]
- Rytířský řád Křižovníků Stříbrného Lva (Ordo Militaris Crucigerorum Argenteus Leo) byl založen v r. 2007 v lázeňském městě Karlovy Vary v České republice. Jedná se o vojenský rytířský řád, jehož hlavním cílem je ochrana Církve Svaté, z čehož plyne řada dalších cílů, jako je samozřejmost ochrany křesťanské víry v Evropě, ale i po celém světě. Dále se Rytířský řád Křižovníků Stříbrného Lva zaměřuje na ochranu sakrálních, církevních i kulturních staveb, kde by také chtěl obnovit pastorační činnost v těch místech, kde se již delší dobu pastorační činnost nekoná.
- Mezinárodní řád sv. Stanislava (International Order of Saint Stanislaus).
- Královský řád Meluzíny (L’Ordre Royal de Melusine) je samozvaný rytířský řád založený v roce 1881.
- Vojenský řád Kolany sv. Agáty z Paterna (The Military Order of the Collar of Saint Agatha of the Paterna).
- Byzantský řád z Božího Hrobu (Byzantine Order of the Holy Sepulcher).
- Suverénní řád kyperských rytířů - řád rytířů Ticha a Meče (Sovereign Order of Cyprus).
- Templářský rytířský řád (Ordo Templi Supremus militaris Hierosolymitani, zkratka OSMTH) je řád založený v roce 1945 Antoniem Campello Pinto de Sousa Fontes (1878 - 1960), který prohlásil, že OSMTH je pokračovatelem templářského řádu L’Ordre du Temple založeného v roce 1804 Bernardem-Raymondem Fabre-Palaprat. L’Ordre du Temple se odkazoval na původní Templářský řád. Fernando Campello Pinto Pereira de Sousa Fontes se po smrti svého otce v roce 1960 stal velmistrem OSMTH. V současnosti řád působí zejména v Německu, Polsku a má své členy i na Slovensku.
- Rožmberský řád lebky, je samozvaný rytířský řád, který se odvolává na tradici seskupení, které založil Petr Vok z Rožmberka počátkem 17. století. Takzvané "znovuobnovení" Rožmberského řádu proběhlo 14. července 2011 a od 2. prosince 2011 je Rožmberský řád lebky zapsán Ministerstvem vnitra České republiky jako občanské sdružení – zapsaný spolek.[11]
- Královský rytířský řád Točenice je samozvaný rytířský řád, který vznikl v roku 2015 v České republice. Řád se odvolává na dávno zaniklý středověký řád Točenice, který se začal formovat ve 14. století. Cílem řádu je ochrana památek, kulturního dědictví, boj za návrat monarchie do střední Evropy, ochrana tradic a zásad křesťanské rytířskosti. Jeho tzv. Fons honorum je také Andrés Omar Ayala Valva. Řád má své působení zejména v České republice a na Slovensku. Velmistrem řádu je Marquis Martin Buřič del Teschio, Baron zu Pindus, kterému uvedené šlechtické tituly udělil Andrés Omar Ayala Valva, tzv. představitel Knížecího domu Pindus a vévodského domu Makedonie.[12]
- Záslužný řád svatých Petra a Pavla (L'Ordine al Merito dei Santi Pietro e Paolo) je samozvaný záslužní řád založený v roce 2009 lékařem Marcellem Gentilem, který se prohlásil za suverénního krále samozvaného Království sv. Petra a Pavla (Regno dei Santi Pietro e Paolo), jehož suverénní území je lokalizováno na Antarktidě.
- Královský řád Moravských rytířů svatých Rastislava a Kolumbana. Toto občanské sdružení bylo založeno v Brně v roku 1995. V roce 2000 se jeho členové seznámili s českým překladem knihy o skotské monarchii od Michaela Lafosse, který se prohlašuje za potomka skotských králů, Fons honorum různých řádů a také za příjemce či držitele různých řádů, vyznamenání a mezinárodních ocenění. Moravští rytíři se rozhodli do svého čela postavit krále a své sdružení přeměnit na "skutečný" rytířský řád. Obrátili se proto na autora knihy se žádostí, zda by se nestal velmistrem připravovaného řádu. Michael Lafosse souhlasil a v březnu 2002 podepsal v Edinburghu zakládací listinu řádu. Na přelomu června a července 2002 pak Lafosse osobně navštívil Moravu, aby provedl pasování (investituru) členů řádu ve Znojmě. Při té příležitosti navštívil Brno a mnoho míst jihovýchodní Moravy, přičemž se setkal s několika představiteli katolické církve a starosty obcí. Navštívil také Prahu, kde se setkal s některými známými herci a režiséry a dokonce byl přijat náměstkem ministra zdravotnictví. Velmistrem řádu moravských rytířů je Michael Lafosse dodnes. Během otevření Lichtenštejnského domu v Břeclavi se s moravskými rytíři setkal také Jeho Jasnost Hans Adam II., současné lichtenštejnské kníže. Řád má své oficiální sídlo v panelovém domě na brněnském sídlišti.
- Královský řád rytířů vína sv. Urbana je spolek, vzinklý v roce 2004, navazující na Královský řád Moravských rytířů svatých Rastislava a Kolumbana a činnost Michela Lafosse, jenž zajišťuje jeho fons honorum.[ujasnit] Sídlo má ve Valticích na Moravě, a je degustátorským vinařským spolkem, který uděluje "šlechtické tituly" rytířů a rytířek vína a příslušné erby. Patronem spolku je nejenom katolický světec svatý Urban, ale také pohanský bůh Bakchus.[13]
- Světský řád černí myslivci pobeskydští je organizací se znaky rytířského řádu, která vznikla na Moravě v roce 2003. Sídlo má v Rožnově pod Radhoštěm. Na čele organizace je suverén. Řád působí pravděpodobně jenom na území České republiky. Tento řád se odkazuje na Černé myslivce, což byla družina dvanácti mládenců, kteří na lov doprovázeli kardinála Bedřicha Egona Fürstenberga (1853-1892). Po smrti kardinála v roce 1892 se však tato družina Černých myslivců rozpadla a zanikla. Ani tehdy však nešlo o rytířský řád, ale o mysliveckou družinu.
- Mezinárodní nevládní řád Křížovníci s červeným srdcem-Cyriaci je novodobá organizace založená v roce 2011, která se odvolává na katolický církevní Řád křižovníků s červeným srdcem, který byl zrušen císařem Josefem II. roku 1783 a nikdy církví neobnoven. Tato nová organizace se považuje za světský řád a přímého nástupce původního církevního řádu. Vede ji herec Jiří Stanislav.
- Český lovecký řád sv. Huberta.

## Jiné samozvané organizace
Kromě samozvaných rytířských řádů existují organizace udělující falešné šlechtické tituly a záslužná vyznamenání, která neuznávají žádné jiné státy a obvykle si je uznávají pouze podobné organizace navzájem. Mezi takové organizace lze zařadit:
- Sealandské knížectví. Toto mezinárodně nikdy neuznané samozvané knížectví uděluje nikde nepoužitelné tituly šlechty - hrabě, lord, baron. V rámci organizace Sealandského knížectví existují i Rytíři suverénního vojenského řádu ze Sealandu (Knights of the Sovereign Military Order of Sealand).
- Království sv. Petra a Pavla (Regno dei Santi Pietro e Paolo) bylo založeno v roce 2009. Lékař Marcello Gentile se prohlásil za suverénního krále tohoto království, které leží na Antarktidě. Království si zabralo část tohoto kontinentu, údajně podle mezinárodního práva. Nicméně Antarktida nepatří žádnému státu. V minulosti si ale na ni různé země dělaly nárok. V roce 1959 dvanáct států podepsalo smlouvu na podporu vědeckého výzkumu a míru na Antarktidě. Tuto smlouvu dosud podepsalo osmatřicet zemí. Výsledkem smlouvy je, že Antarktida nebude patřit žádnému konkrétnímu státu, a území se stalo mezinárodním. Zajímavostí je, že toto samozvané antarktické království má své tzv. velvyslanectví v tropické africké Guineji, v jejím hlavním městě Konakry. Toto království uděluje tituly šlechty, které neuznává žádná oficiální monarchie.
- Knížecí dům Pindusu a vévodství Makedonie (Casa principesca del Pindo e ducale di Macedonia) je organizace, která se historicky odvolává na malé a krátce trvající Pindské knížectví, které bylo loutkovým státem fašistické Itálie během druhé světové války. Představitelem domu je Andrés Omar Ayala Valva, který o sobě tvrdí, že je suverénním knížetem. Stal se tzv. Fons honorum několika samozvaných rytířských řádů. Knížecí dům Pindus prostřednictvím Omara Valvy uděluje neplatné šlechtické tituly a vyznamenání. Mezi držiteli těchto titulů a vyznamenání jsou významným počtem zastoupeni i občané České republiky a Slovenska.
- Lazarus Union – mezinárodní nevládní organizace. Vznikla odštěpením od Lazarus Hilfswerk Landesgruppe Lower Austria – LHWNÖ, pobočné organizace Vojenského a špitálního řádu sv. Lazara Jeruzalémského v Rakousku.[14] Organizace částečně využívá symboliku svatolazarského kříže a ačkoliv se formálně distancuje od tradičních svatolazarských organizací,[14] je patrná též snaha o prezentaci domnělé kontinuity na legitimní součásti Řádu sv. Lazara Jeruzalémského.[15] Obvyklá struktura rytířských řádů je nahrazena vojenskou obdobou a pro složitou vnitřní strukturu je typické též množství insignií a donátorských medailí.